# Национална библиотека
Национална библиотека је тип библиотека успостављен од стране владе као централно место чувања и складиштења информација као и националног ставаралаштва. За разлику од јавних библиотека у националним библиотекама се ретко могу позајмљивати књиге. Често садрже ретка и вредна дела. Националне библиотеке у неким државама имају обавезу да поседује 3 примерка сваке публикације објављене у земљи.
Већина националних библиотека је обично препознатиљива по својој величини колекције и изгледу самих зграда у поређењу са другим библиотекама у земљи. Највећи део националник библиотека је настао на основу личних колекција владара или других државних функционера.
У античкој Грчкој и Египту постојали су рани варијетети концепта националне библиотеке. Међу ране савремене планове за прављење националне библиотеке убраја се план енглеског математичара Џона Дија који је 1556. енглеској краљици и народу представио своју визију стварања националне библиотеке, што је било одбијено.
Националне библиотеке у Европи учествују у пројекту Европска библиотека.

## Историја

### Порекло
Прве националне библиотеке настале су у краљевским збиркама суверена или неког другог врховног државног органа.
Један од првих планова за националну библиотеку осмислио је енглески математичар Џон Ди, који је 1556. представио Мери I Енглеској визионарски план за очување старих књига, рукописа и записа и оснивање националне библиотеке, али је његов предлог није прихваћен.
У Енглеској, предлог сер Ричарда Бентлија за изградњу Краљевске библиотеке објављен 1694. подстакао је обновљено интересовање за ову тему. Сер Роберт Котон, богати антиквар, сакупио је најбогатију приватну колекцију рукописа на свету у то време и основао Котонову библиотеку. Након распуштања манастира, многи непроцењиво вредни и древни рукописи који су припадали манастирским библиотекама почели су да се шире међу различитим власницима, од којих многи нису били свесни културне вредности рукописа. Сер Робертов гениј је био у проналажењу, куповини и очувању ових древних докумената. Након његове смрти, његов унук је поклонио библиотеку нацији као њену прву националну библиотеку. Овај пренос је омогућио формирање Британске библиотеке.

### Народне библиотеке
Прва права национална библиотека основана је 1753. године као део Британског музеја. Ова нова установа била је прва од нове врсте музеја – националног, који није припадао ни цркви ни краљу, слободно отворен за јавност и са циљем да прикупи све. Темељи музеја леже у вољи лекара и природњака сер Ханса Слоуна, који је током свог живота сакупио завидну колекцију куриозитета које је завештао нацији за 20.000 фунти.
Слоунова колекција обухватала је око 40.000 штампаних књига и 7.000 рукописа, као и графике и цртеже. Закон о Британском музеју из 1753. такође је укључио Котон и Харлејан библиотеку. Њима се 1757. придружила Краљевска библиотека, коју су формирали разни британски монарси.
Прве изложбене галерије и читаонице за научне раднике отворене су 15. јануара 1759. године, а 1757. године краљ Џорџ II јој је доделио право на примерак сваке књиге објављене у земљи, чиме је обезбедио да се Музејска библиотека неограничено шири.
У Француској, прва национална библиотека била је Библиотека Мазарин, која је настала као краљевска библиотека коју је у палати Лувр основао Шарл V 1368. Након смрти Шарла VI, ову прву збирку је једнострано купио енглески регент Француске, војвода од Бедфорда, који ју је пренео у Енглеску 1424. Збирка је била распршена након његове смрти 1435. године. Проналазак штампарства резултирао је покретањем још једне колекције у Лувру коју је наследио Луј XI 1461. године. Франсоа I је збирку пренео 1534. у Фонтенбло и спојио је са својом приватном библиотеком.
Библиотечке збирке су порасле на преко 300.000 томова током радикалне фазе Француске револуције када су заплењене приватне библиотеке аристократа и свештенства. Након успостављања Прве Француске републике у септембру 1792, „Скупштина је прогласила Bibliotheque du Roi националним власништвом и институција је преименована у Bibliothèque Nationale. Након четири века контроле од стране круне, ова велика библиотека је сада постала власништво француског народа.

### Проширење
Прва национална библиотека која је основана у Америци постала је Национална библиотека Колумбије коју је 9. јануара 1777. основао Мануел Антонио Флорез, вицекраљ Нове Гранаде, као Real Biblioteca.
У новоформираној америчкој републици, Џејмс Медисон је први предложио оснивање конгресне библиотеке 1783. године. Конгресна библиотека је основана 24. априла 1800. године, када је председник Џон Адамс потписао Конгресни закон који предвиђа пренос седишта владе из Филаделфије у нови главни град Вашингтон. Део закона је одвојио 5.000 долара „за куповину књига које би могле бити неопходне за коришћење Конгреса... и за опремање одговарајућег стана за њихово држање“. Књиге су наручене из Лондона, а збирка, која се састојала од 740 књига и три карте, била је смештена у новом Капитолу.
Царску јавну библиотеку основала је 1795. Катарина Велика, у чијој су се приватној збирци налазиле домаће библиотеке Волтера и Дидроа, које је откупила од њихових наследника. Волтерова лична библиотека је и даље један од значајних делова колекције. План Руске јавне библиотеке поднет је Катарини 1766. године, али је царица одобрила пројекат царске библиотеке тек 27. маја [по јулијском 16. маја] 1795. године, осамнаест месеци пре њене смрти. Део одељења за страни језик дошао је из Пољско-литванске заједнице у виду Библиотека Залуских (420.000 томова), коју је руска влада национализовала у време поделе. Књиге на пољском језику из библиотеке (око 55.000 наслова) враћене су Пољској од стране Руске СФСР 1921. године.
Иако је Немачка конституисана као држава тек 1871. године, прва национална библиотека је основана у контексту немачких револуција 1848. Разни продавци књига и издавачи понудили су своја дела Франкфуртском парламенту за парламентарну библиотеку. Библиотека, коју је водио Јохан Хајнрих Плат, названа је Реицхсбиблиотхек („Библиотека рајха“). После неуспеха револуције библиотека је напуштена, а залихе књига које су већ постојале биле су похрањене у Germanisches Nationalmuseum у Нирнбергу. Године 1912, град Лајпциг, седиште годишњег сајма књига у Лајпцигу, Краљевина Саксонија и Börsenverein der Deutschen Buchhändler (Удружење немачких књижара) пристали су да оснују Немачку националну библиотеку у Лајпцигу. Од 1. јануара 1913. систематски су прикупљане све публикације на немачком језику (укључујући књиге из Аустрије и Швајцарске).